# توزيعية (اقتصاد)
التوزيعية (بالإنجليزية: Distributism)‏ هي نظرية اقتصادية تؤكد أن الأصول المنتجة في العالم يجب أن تُملَك بدلًا عن التركيز عليها. نشأت في أوروبا في أواخر القرن التاسع عشر وأوائل القرن العشرين، وارتكزت على مبادئ التعاليم الاجتماعية الكاثوليكية وخصوصًا تعاليم البابا ليو الثالث عشر في منشوره البابوي ريروم نوفاروم 1891 والبابا بيوس الحادي عشر في كوادراغيسيمو آنو 1931. ترى التوزيعية أن كلًا من الرأسمالية والاشتراكية معاب ومستغِل وتفضل الآليات الاقتصادية كالتعاونات الصغيرة والأعمال العائلية وأنظمة مكافحة الاحتكار الكبيرة. دعت بعض الأحزاب السياسية الديمقراطية المسيحية إلى التوزيعية في سياساتها الاقتصادية.

## لمحة عامة
يعتبر التوزيعيون أن حق الملكية هو حق أساسي، وأن وسائل الإنتاج يجب أن تكون موزعة على أكبر نطاق ممكن عوضًا عن كونها متمركزة تحت سلطة الدولة (رأسمالية الدولة/اشتراكية الدولة) أو لدى قلة من الأفراد (لأثرياء) أو الشركات (حكم الشركات الكبرى). وبالتالي، تدعو التوزيعية إلى مجتمع يتسم بانتشار ملكية العقارات.
يقول الاقتصادي التعاوني ريس ماثيوس إن هذا النظام أساسي لإحداث نظام اجتماعي عادل. تُوصف التوزيعية بأنها على خلاف مع الاشتراكية والرأسمالية، وكل منهما من وجهة نظر التوزيعيين معاب ومستغِل. يقول بعض التوزيعيين أيضًا إن الاشتراكية هي النهاية المنطقية للرأسمالية بسبب استيلاء القوى الرأسمالية المركزة على الدولة في آخر المطاف ما ينتج عنه أحد أشكال الاشتراكية. يقول توماس ستورك «تعتبر الاشتراكية والرأسمالية من منتجات التنوير الأوروبي، وبالتالي فهما قوتان مُحدِّثتان ومعاديتان للتقاليد. وفي المقابل، تسعى التوزيعية إلى إخضاع النشاط الاقتصادي للحياة البشرية ككل ولحياتنا الروحية وحياتنا الفكرية وحياتنا العائلية». تأثر بعض التوزيعيين بالأفكار الاقتصادية لبيير جوزيف برودون ونظريته الاقتصادية التبادلية، وبالتالي يمكننا اعتبار الفرع اللاسلطوي غير المعروف لتوزيعية دوروثي داي وحركة العمال الكاثوليكية بأنهما شكل من أشكال الاشتراكية التحررية للسوق الحرة، وذلك بالنظر إلى معارضتهما لرأسمالية الدولة واشتراكيتها.
رآها البعض كإلهام، الأمر الذي بدى واضحًا خلال فترة قصيرة من الالتزام بمبادئ التبعية والتضامن (التي يجري بناؤها ضمن الشراكات المحلية والشركات العائلية الصغيرة المستقلة ماديًا)، على الرغم من اعتبار المؤيدين لفترات مثل العصور الوسطى بأنها مثال على بقاء التوزيعية التاريخي لمدة طويلة. كان الكاتبان الكاثوليكيان غلبرت كايث تشيسترتون وهيلير بيلوك، المعروفان بتشيستربيلوك، اثنين من أوائل مؤيدي التوزيعية وأقواهم، ولعبا دورًا فعالًا في تطوير النظرية التوزيعية.

## خلفية
شهدت الفترة الممتدة من منتصف القرن التاسع عشر إلى أواخره ازديادًا في شعبية الكاثوليكية السياسية في أوروبا. ومن وجهة نظر المؤرخ ميشال أ. ريف، من الميزات المشتركة بين هذه الحركات معارضتها للعلمانية وللرأسمالية وللاشتراكية. أصدر البابا عام 1891 كتابه ريروم نوفاروم الذي تناول فيه «البؤس والضغوطات الموجعة غير العادلة على غالبية الطبقة العاملة» وتحدث عن كيفية تمكن «عدد قليل من الأغنياء من وضع نير لجماهير محتشدة من العمال الفقراء، ويكون هذا النير أفضل بقليل من العبودية».
أكد المنشور البابوي حق كل الناس بامتلاك العقارات، وضرورة وجود نظام يسمح لأكبر عدد ممكن من الناس بأن يصبحوا مالكين، وواجب المُوظِّفين بتوفير ظروف عمل آمنة وأجور كافية، وحق العمال بتكوين نقابات. رُفضت ملكية الأملاك العامة والملكية الحكومية بأن تكون وسيلة لمساعدة الفقراء.
في بداية القرن العشرين تقريبًا، جمع غلبرت كايث تشيسترتون وهيلاير بيلوك التجارب المتفاوتة للتشاركات المتنوعة والجمعيات التضامنية في شمال إنجلترا وأيرلندا وشمال أوروبا ضمن نظرية سياسية متماسكة من شأنها أن تدعو إلى الانتشار الكبير للملكية الخاصة للمنازل، والتحكم بالصناعة من خلال الشركات التي يديرها المالك، والتعاونات التي يتحكم بها العامل. في الثلاثينيات ضمن الولايات المتحدة، عالج تشيسترتون وبيلوك وغيرهم التوزيعية في مقالات ضمن ذا أميركان ريفيو، نُشرت ونُقحت من قبل ستيوارد كولينز. من أبرز الأعمال الأخرى لبيلوك وتشيستيرتون بخصوص التوزيعية: ذا سيرفايل ستيت وآوت لاين أوف سانيتي.
على الرغم من أن غالبية المؤيدين اللاحقين للتوزيعية ليسوا من الكاثوليك، وكان بعضهم في حقيقة الأمر من الاشتراكيين المتطرفين الذين خاب أملهم بالاشتراكية، تبنت حركة العمال الكاثوليكية الفكر التوزيعي وشملته مع فكر دوروثي داي وبيتر مورين في ما يتعلق بالمجتمعات المحلية المستقلة. أثرت أيضًا على الفكر وراء حركة الخصومة التي طبقت تعاونات وإجراءات أخرى لمساعدة الفقراء من الملاحين الكنديين. وُثق تطبيقها العملي على شكل شراكات محلية من قبل ريس ماثيوس في كتابه الصادر عام 1999 بعنوان وظائف خاصة بنا: بناء مجتمع مساهم.

## الموقع ضمن الطيف السياسي
يُعتبر موقع التوزيعيين عند مقارنتهم بالفلسفات السياسية الأخرى معقدًا ومتناقضًا نوعًا ما. كان بيلوك شديد الترسخ في كاثوليكية إنجليزية أساسية ودافع عن قيم التقليديين ثقافيًا والزراعيين وتحدى مبادئ تاريخ  حزب الأحرار بشكل مباشر، ومع هذا كله، كان عضوًا في برلمان حزب التحرير، وقال تشيسترتون مرة «بمقدار ما آمنت في حياتي سابقًا لا بل أكثر، أنا مؤمن بالليبرالية. لكن كان هناك وقت دافئ وبريء عندما آمنت بالليبراليين». تختلف هذه الليبرالية عن معظم الأشكال الحديثة، متأثرة بوليام كوبيت وجون روسكين، اللذين جمعا الراديكالية  وتحديا موقف التأسيس، لكن من وجهة نظر التجديد لا الثورة، فاعتبرا نفسيهما يحاولان استعادة الحريات التقليدية لإنجلترا وشعبها الذي فقد تلك الحريات مع أشياء أخرى منذ اندلاع الثورة الصناعية. وبتجميع عناصر معينة من التوريّة، على وجه التحديد من العصور الوسطى والمجتمع الأساسي، وُجدت عدة نقاط  ذات تعارض مهم.
بينما عارض العديد من التوريين عملية الإصلاح بشدة، رأى التوزيعيون أن الأمر بحالات معينة لا يصون المفهوم التقليدي القانوني لإنجلترا، وفي حالات عديدة يرسخ الأخطاء والابتكارات الضارة. كان بيلوك واضحًا بشأن معارضته للبروتستانتية من ناحية المفهوم وانشقاقه عن الكنيسة الكاثوليكية عمومًا، معتبرًا انقسام المسيحية في القرن السادس عشر واحدًا من أكثر الأحداث ضررًا في التاريخ الأوروبي. ومن جهة أخرى، كانت عناصر التورية متصلبة عندما يتعلق الأمر بكنيسة إنجلترا بصفتها الكنيسة المؤسَّسَة، حتى إن البعض منها رفض بازدراء المبادئ التشريعية الأصلية فوق الملكية في ما يتعلق يجيمس الثاني للتمسك بها.
تتصل الكثير من كتابات دوروثي ل. سايريس عن قضايا اجتماعية واقتصادية بالتوزيعية. ربما قد تأثرت بها أو خلُصت إلى أفكار مشابهة بنفسها؛ وباعتبارها أنجليكية، كانت أفكارها متجذرة في لاهوت الخلق والتجسيد، وبالتالي مختلفة قليلًا عن بيلوك وتشيستيرتون الكاثوليكيين.

## النظرية الاقتصادية

### ملكية خاصة

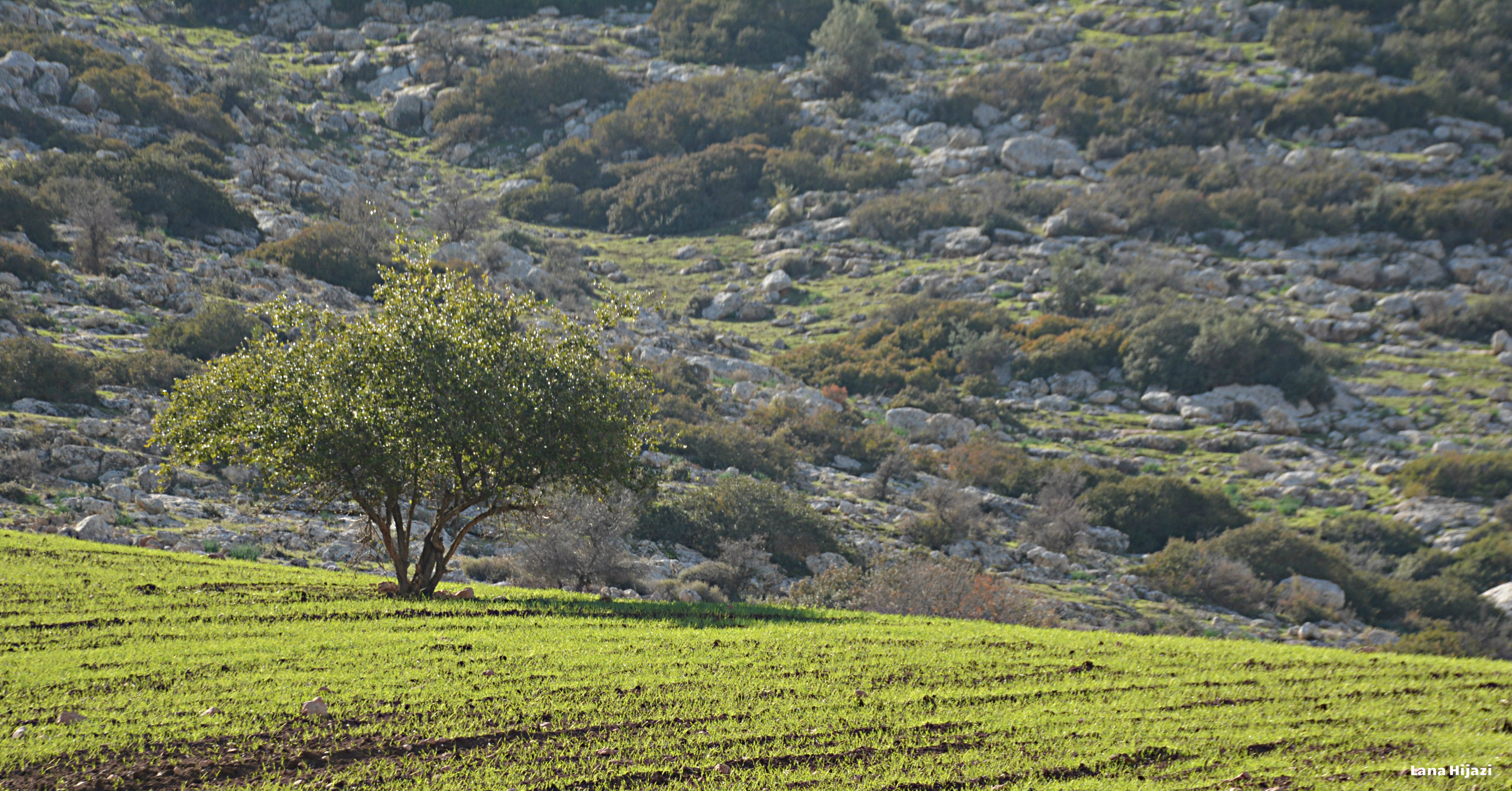
ذكر البابا ليون الثالث عشر:- أن امتلاك الممتلكات لا يعود بالفائدة على الشخص وأسرته فحسب، بل هو في الواقع حق، لأن الإله «منح الأرض ليستخدمها كافة البشر ويتمتعون بها.»

بموجب هذا النظام، سيكون بإمكان معظم الأشخاص كسب رزقهم دون الحاجة إلى الاعتماد على توظيف ممتلكات الآخرين للقيام بذلك. من أمثلة الأشخاص الذين يكسبون رزقهم بهذه الطريقة المزارعين الذين يملكون أراضيهم والآلات الزراعية، والنجارين والسباكين الذين يملكون أدواتهم الخاصة، وغيرهم. يتجاوز النهج التعاوني هذا المنظور ليقر بأن هذه الممتلكات والمعدات قد تكون ملكية مشتركة لمجتمعات محلية أكبر من الأسرة، كشركاء في مشروع تجاري.
ذكر البابا ليون الثالث عشر في رسالته التي تحمل عنوان حقوق رأس المال والعمل وواجباتهما أنه من المرجح أن يعمل الناس بجهد والتزام أكبر في حال امتلاكهم الأراضي التي يعملون عليها، ومن شأن ذلك أن يعود عليهم وعلى أسرهم بالنفع، لأنهم سيتمكنون من إعالة أنفسهم وأسرهم. طرح فكرة مفادها أنه عند إتاحة فرصة امتلاك الممتلكات والعمل عليها للرجال، فإنهم «سيتعلمون حب الأرض التي تنتج ثمار عملهم، وليس فقط الطعام الذي يأكلونه، بل فائضًا من الأمور الجيدة لهم وللعزيزين عليهم». ذكر كذلك أن امتلاك الممتلكات لا يعود بالفائدة على الشخص وأسرته فحسب، بل هو في الواقع حق، لأن الإله «منح الأرض ليستخدمها كافة البشر ويتمتعون بها.»
استعرض غلبرت كيث تشيسترتون آراء مماثلة في كتابه الصادر عام 1910 بعنوان ما الخطب في العالم. آمن تشيسترتون أنه في حين امتلاك الإله قدرات غير محدودة، يمتلك الإنسان قدرات محدودة كمخلوق. على هذا النحو، يحق للإنسان أن يمتلك الممتلكات وأن يعاملها بما يراه مناسبًا، ويقول: «الملكية ليست سوى فن ديمقراطي. هذا يعني أنه يجب على كل شخص امتلاك شيء يمكنه تشكيله على هيئته الخاصة، كما هو مُشكّل بهيئته في الجنة. لكن الإنسان ليس الإله، بل مجرد صورة رشيدة للرب، ولذلك فإن تعبيره عن الذات لابد وألا يتخطى الحدود.» لخص تشيسترتون وجهات نظره التوزيعية في عبارة «ثلاثة هكتارات وبقرة.»
وفقًا لبيلوك، تشتمل الدولة التوزيعية (الدولة التي تنفذ التوزيع) على «تجمع أسر متفاوتة الثروات، ولكن أغلبها من أصحاب وسائل الإنتاج.» لا يضم هذا التوزيع الأشمل جميع الممتلكات، بل يشمل فقط الممتلكات المنتجة؛ أي تلك الممتلكات التي ينتج عنها ثروة، أي ما يلزم للبقاء على قيد الحياة، ومنها الأرض والأدوات وما إلى ذلك. تسمح التوزيعية للمجتمع أن يمتلك منافع عامة كالمتنزهات وأنظمة التنقل. يقبل الموزعون أن تبقى العمالة المأجورة تمثل جزءًا صغيرًا من الاقتصاد، حيث يوظف أصحاب الأعمال التجارية الصغيرة الموظفين، وعادة من الشباب، الذين يفتقرون للخبرة.

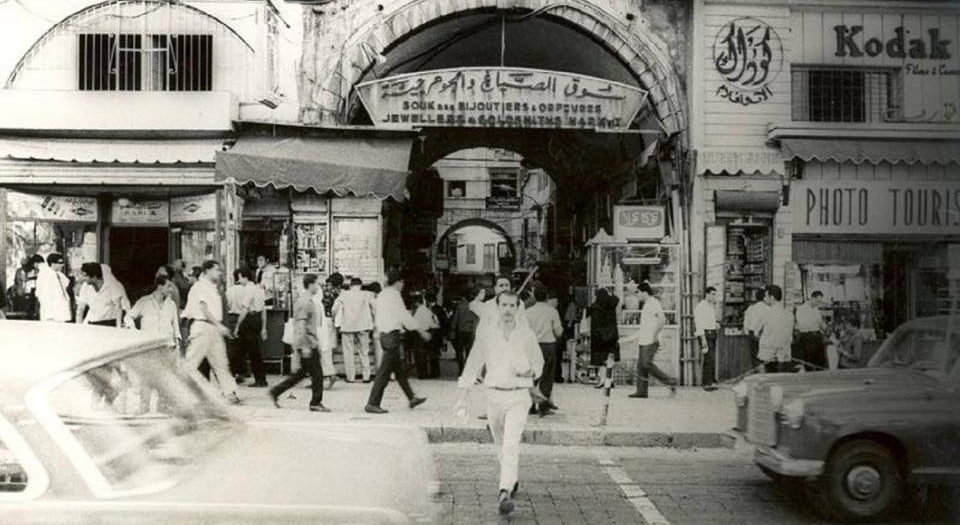
يُعد اشتراط عدم امتلاك أي شركة حصة كبيرة من أي سوق هو مثال على الكيفية التي وجدت بها التوزيعية طريقها إلى السياسة الحكومية.

### قوانين مكافحة الاحتكار
يبدو أن للتوزيعية تأثير كبير فيما يتعلق بتشريعات مكافحة الاحتكار في أمريكا وأوروبا والموضوعة لتفكيك الاحتكارات وتركيز القوة السوقية في يد شركة واحدة أو عدد قليل من الشركات أو الشركات الاستئمانية أو الفوائد أو الكارتلات. تجسيدًا للفلسفة التي فسرها تشيستيرتون، فإن فرط الرأسمالية يعني قلة الرأسماليين، وليس كثرتهم، ويسعى النظام الأمريكي الشامل لتشريعات مكافحة الاحتكار إلى منع تركيز القوة السوقية لقطاع معين في أيدي القليل. يُعد اشتراط عدم امتلاك أي شركة حصة كبيرة من أي سوق هو مثال على الكيفية التي وجدت بها التوزيعية طريقها إلى السياسة الحكومية. إن الافتراض الكامن وراء هذا التشريع والمتمثل بإضفاء اللامركزية على النشاط الاقتصادي بين العديد من المشاركين المختلفين في الصناعة يصب في مصلحة الاقتصاد بدلًا من وجود متحكم أو أكثر في الصناعة. يُلاحَظ أن تنظيم مكافحة الاحتكار يأخذ في الاعتبار الحالات التي تكون فيها الشركات الكبيرة وحدها من بإمكانها البقاء بسبب طبيعة الصناعة، كما هو الحال في الاحتكارات الطبيعية كتوزيع الكهرباء. تقبل التوزيعية كذلك عمليات الاندماج والشراء التي من شانها أن تؤدي إلى تحسين رفاه المستهلك، غير أنها غالبًا ما تفضل عددًا أقل من الوكلاء الاقتصاديين، لأن ذلك يحسن المنافسة.

### الائتمان الاجتماعي
الائتمان الاجتماعي هو فلسفة توزيعية متعددة التخصصات طورها كليفورد دوغلاس (1879-1952)، وهو مهندس بريطاني ألف كتابًا بهذا العنوان في عام 1924. تشمل مجالات الاقتصاد والعلوم السياسية والتاريخ والمحاسبة والفيزياء. وفقًا لدوغلاس، وُضِعت سياساتها لتشتيت السلطة الاقتصادية والسياسية للأفراد.

### نظام النقابة
اشتمل نوع النظام الاقتصادي الذي تصوره أوائل المفكرين التوزيعيين على العودة إلى نوع من أنواع النظام النقابي .لا يشكل الوجود الحالي لاتحادات العمال تحقيقًا لهذا الجانب من النظام الاقتصادي التوزيعي، بسبب تنظيم اتحادات العمال على أساس الطبقات لتعزيز مصالح الطبقة وكفاح الطبقة بشكل متكرر، في حين تكون النقابات اتحادات طبقية مختلطة من الموظفين وموظِّفيهم بحيث يتشاركون من أجل المنافع المتبادلة، وبالتالي يشجعون التعاون الطبقي.

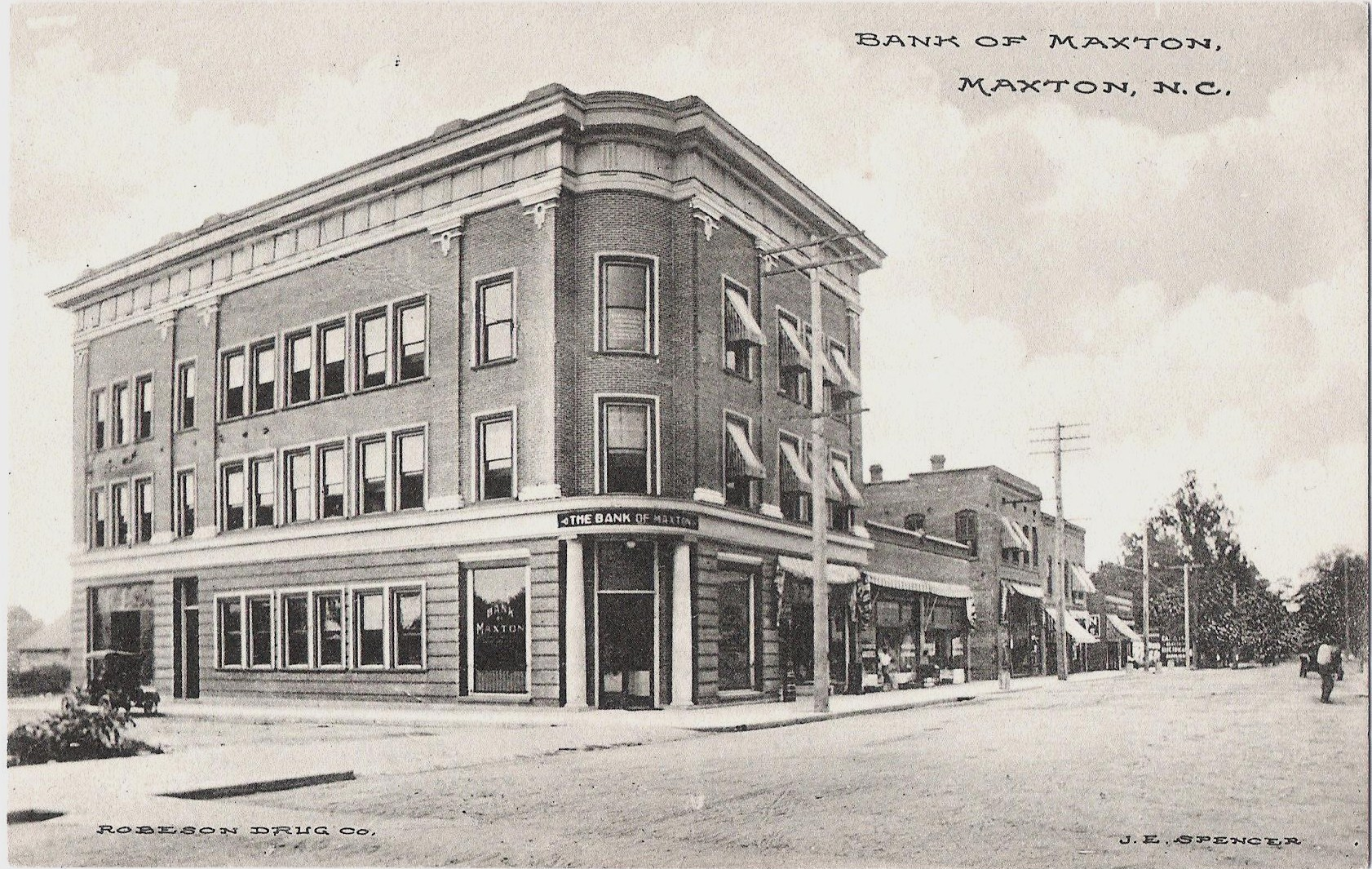
تفضل التوزيعية حل نظام المصرف الخاص الحالي، وعلى وجه التحديد أساسه القائم على كسب الأرباح من خلال فرض الفوائد.

### المصارف
تفضل التوزيعية حل نظام المصرف الخاص الحالي، وعلى وجه التحديد أساسه القائم على كسب الأرباح من خلال فرض الفوائد.  يقترح دوروثي داي على سبيل المثال إلغاء عقود فرض سعر الفائدة (الربا). لن يشمل الأمر التأميم، لكنه قد يشمل مشاركة حكومية من نوع ما. ينظر التوزيعيون بعين العطف إلى الاتحادات الائتمانية بكونها بديلًا مفضلًا عن المصارف.